# Casa Apostolica L. Pavoni Artigianelli

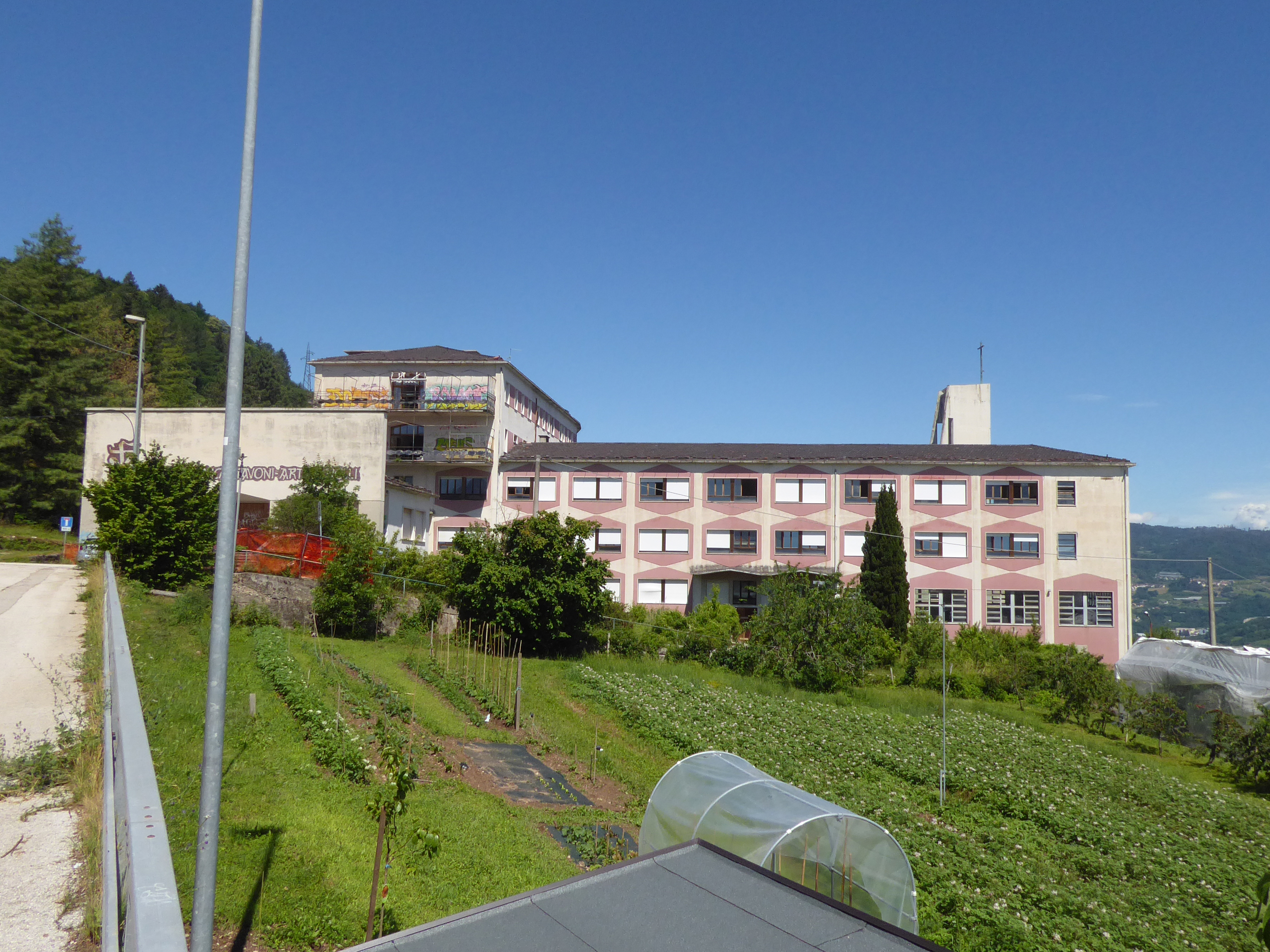
Ex Artigianelli (2019)

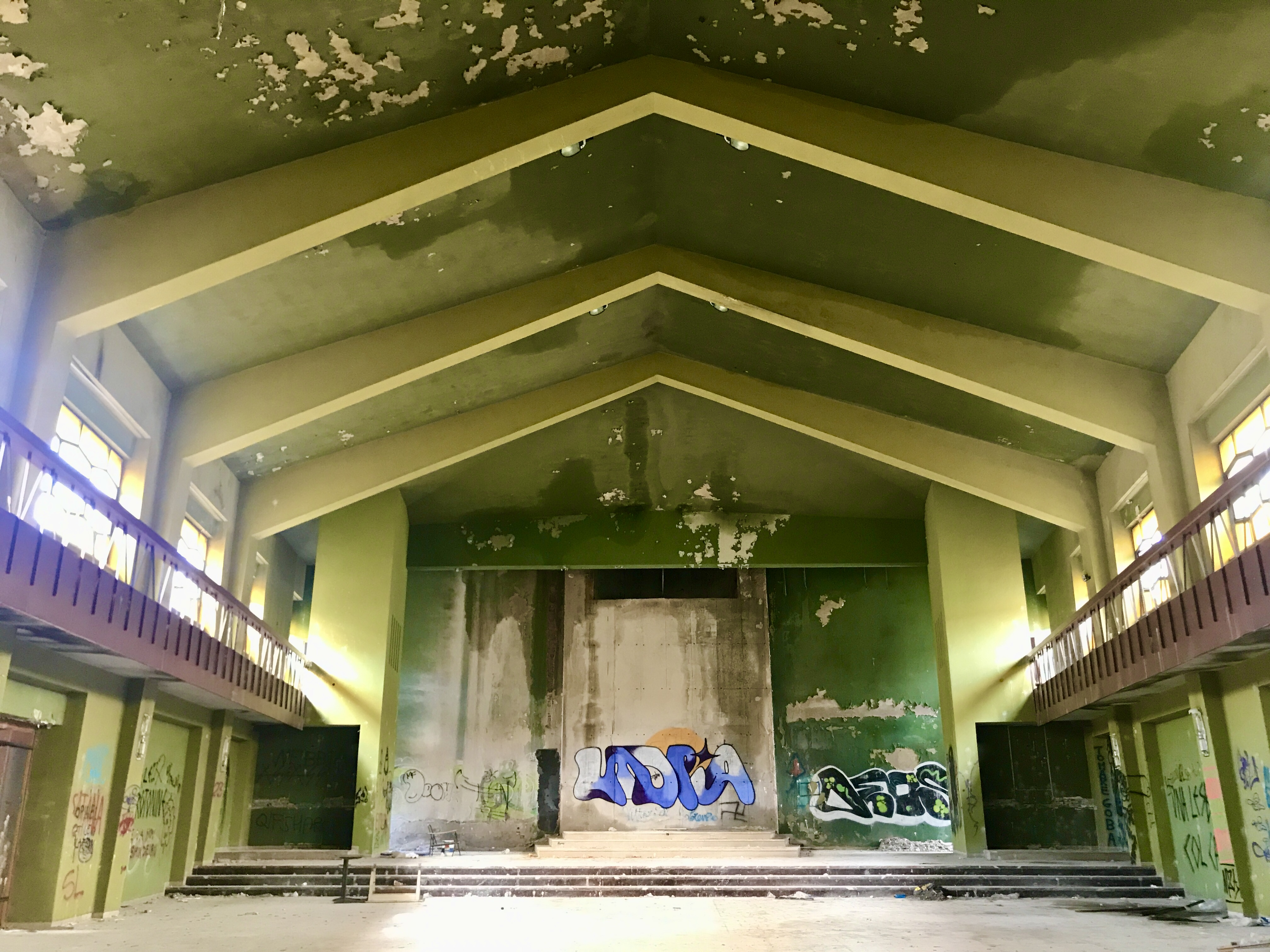
Kirche des Artigianelli (2024)

Das Casa Apostolica L. Pavoni Artigianelli, bekannt als Ex Artigianelli, ist ein ehemaliges Priesterseminar in der Fraktion Susà der italienischen Gemeinde Pergine Valsugana in der Provinz Trient. Das Gebäude steht seit 2010 leer und soll abgerissen werden.

## Geschichte
Der Bau wurde 1965 nach zweijähriger Bauzeit als Priesterseminar der Pavonianer eröffnet. Mit dem Rückgang der Seminaristen wurde die Einrichtung in den 1970er Jahren in eine öffentliche Mittelschule mit angeschlossenem Internat umgewandelt. In der Folgezeit dienten die Gebäude als Seniorenheim, als Psychiatrische Klinik und zuletzt der Gemeinde Pergine Valsugana als Ausweichgebäude für im Umbau befindliche für Schulen und Kindergärten. Der Bau wurde 2010 endgültig geschlossen.
2014 erwarb die Landesregierung unter Landeshauptmann Ugo Rossi in einem Tauschgeschäft den  Komplex im veranschlagten Wert von 5,7 Millionen Euro von den Pavonianern, mit dem Ziel den Bau abzureißen und den Baugrund anderweitig zu nutzen. Der Abriss verzögerte sich aber auch aufgrund von Untersuchungen des Rechnungshofes, der das Tauschgeschäft genauer unter die Lupe nahm. In der Zwischenzeit war der aufgegebene Komplex aufgebrochen und Ziel von Vandalismus geworden. Im September 2022 kündete die Landesregierung unter Landeshauptmann Maurizio Fugatti an, dass die Planungen für den Abriss der Gebäude in den nächsten Wochen anstehen.

## Beschreibung
Der Komplex besteht aus einem vierstöckigen Hauptgebäude, mit drei Flügeln. Er beinhaltet unter anderem ein großes Theater mit 18 Reihen, zwei Turnhallen und eine Kirche. Ein 8,34 × 5,6 Meter große Mosaik mit einer Darstellung des segnenden Christus, ein Werk von Gerolamo (Mino) Buttafava (1906–19180) aus den 1960er Jahren wurde im November 2023 unter Schutz gestellt, restauriert und nach Riva del Garda in eine Kirche gebracht, wo es heute öffentlich zugänglich ist.

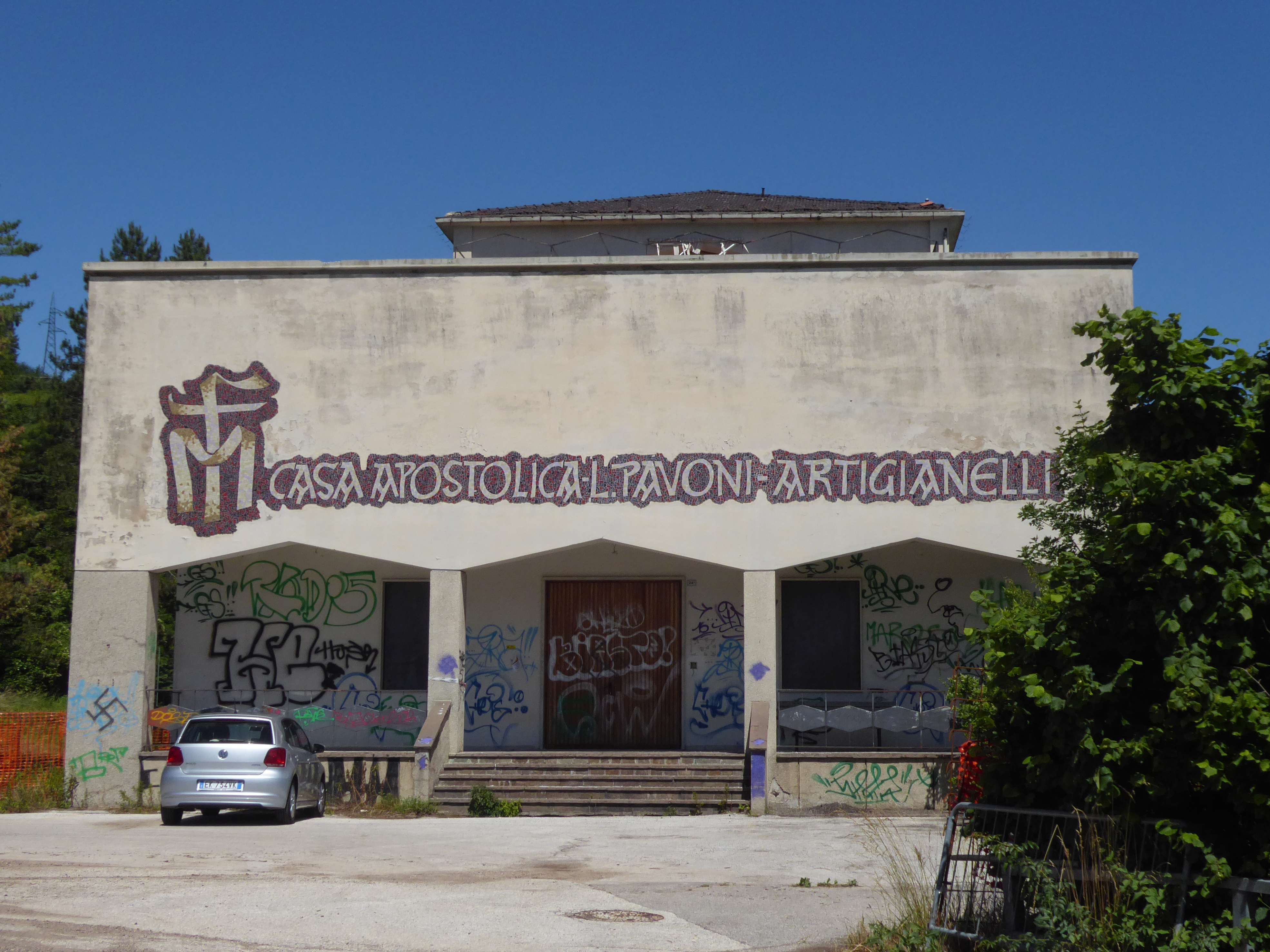
Eingang zur Schule, 2019
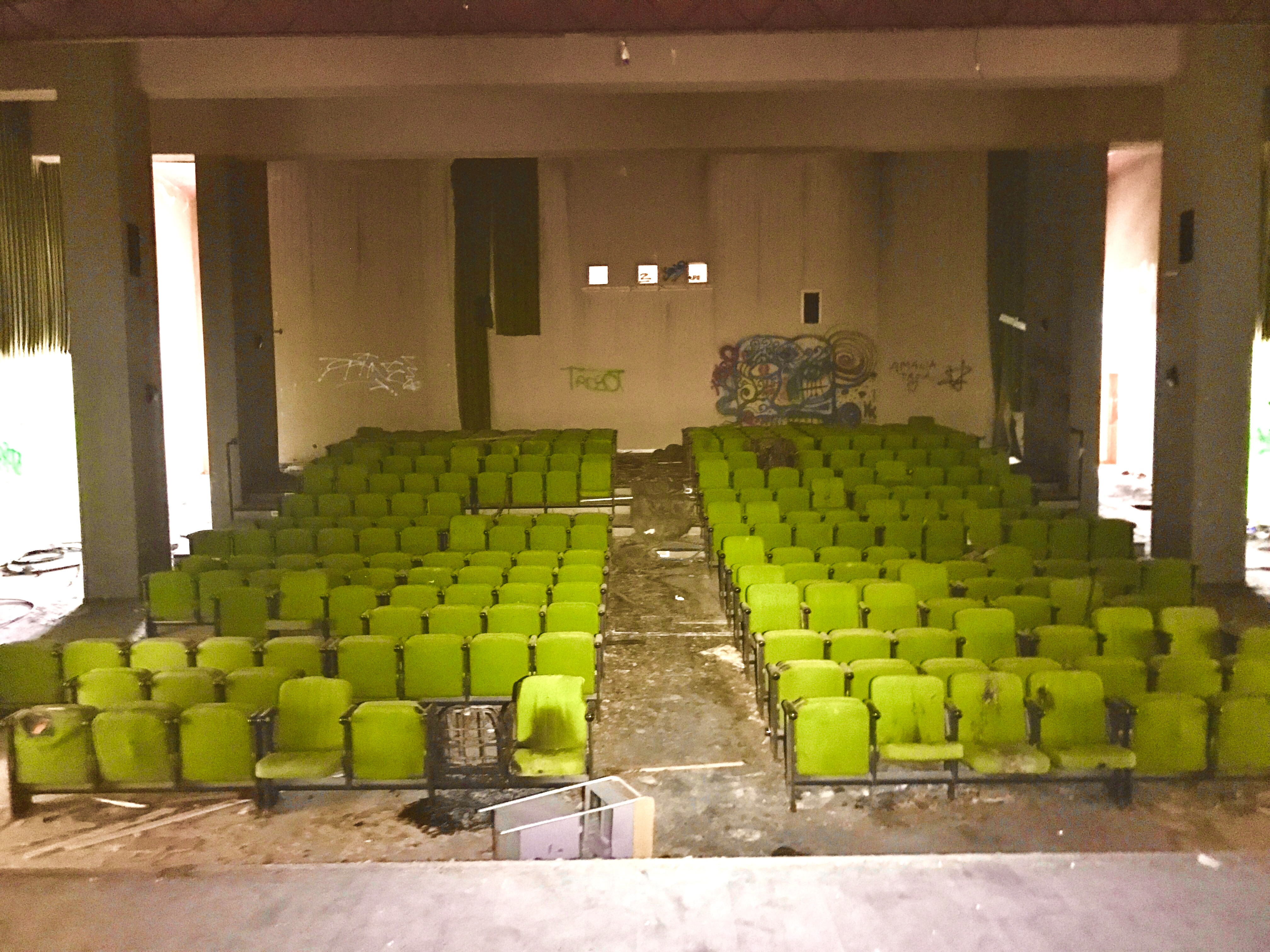
Theater (2024)
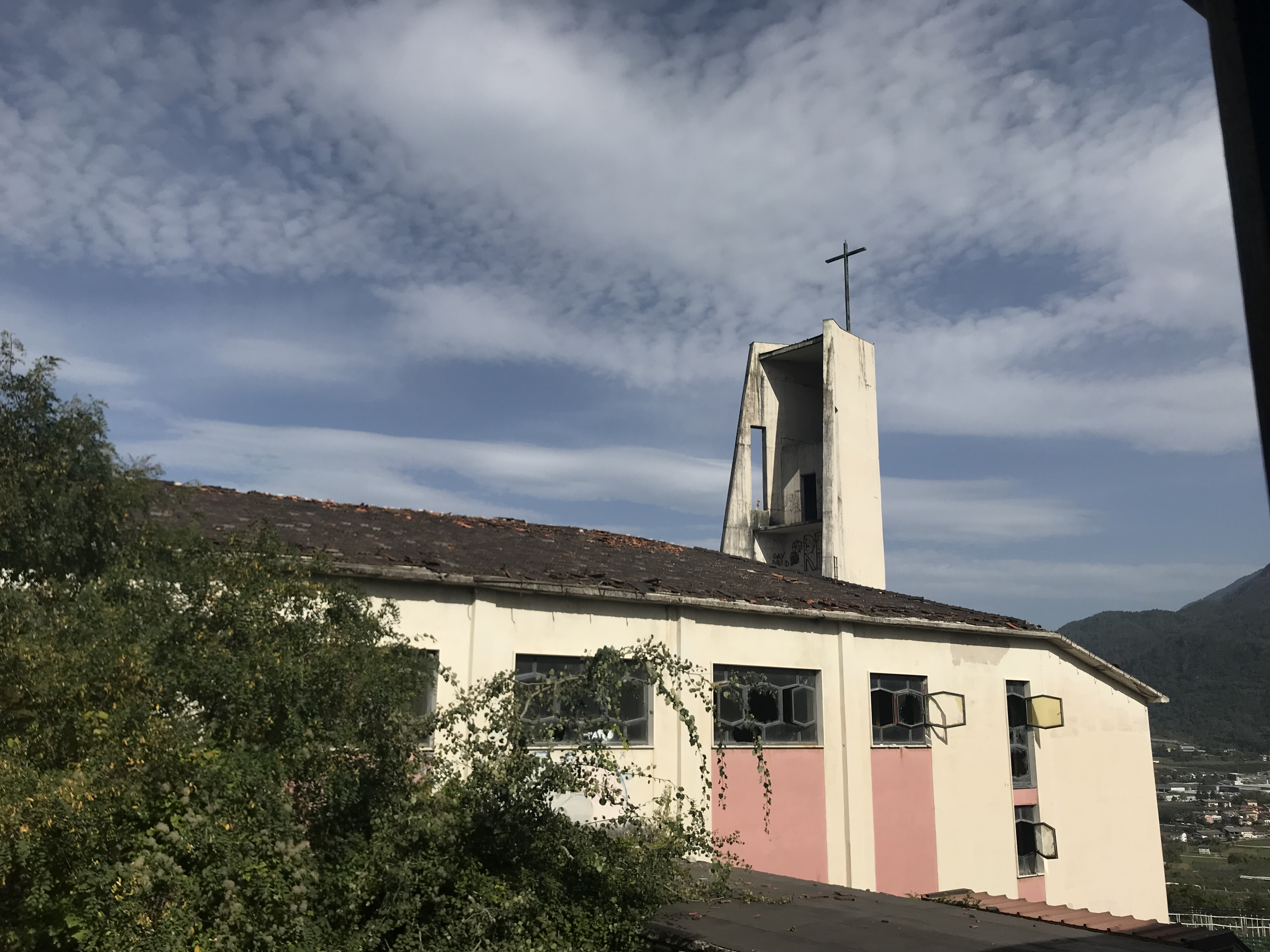
Die Kirche von außen
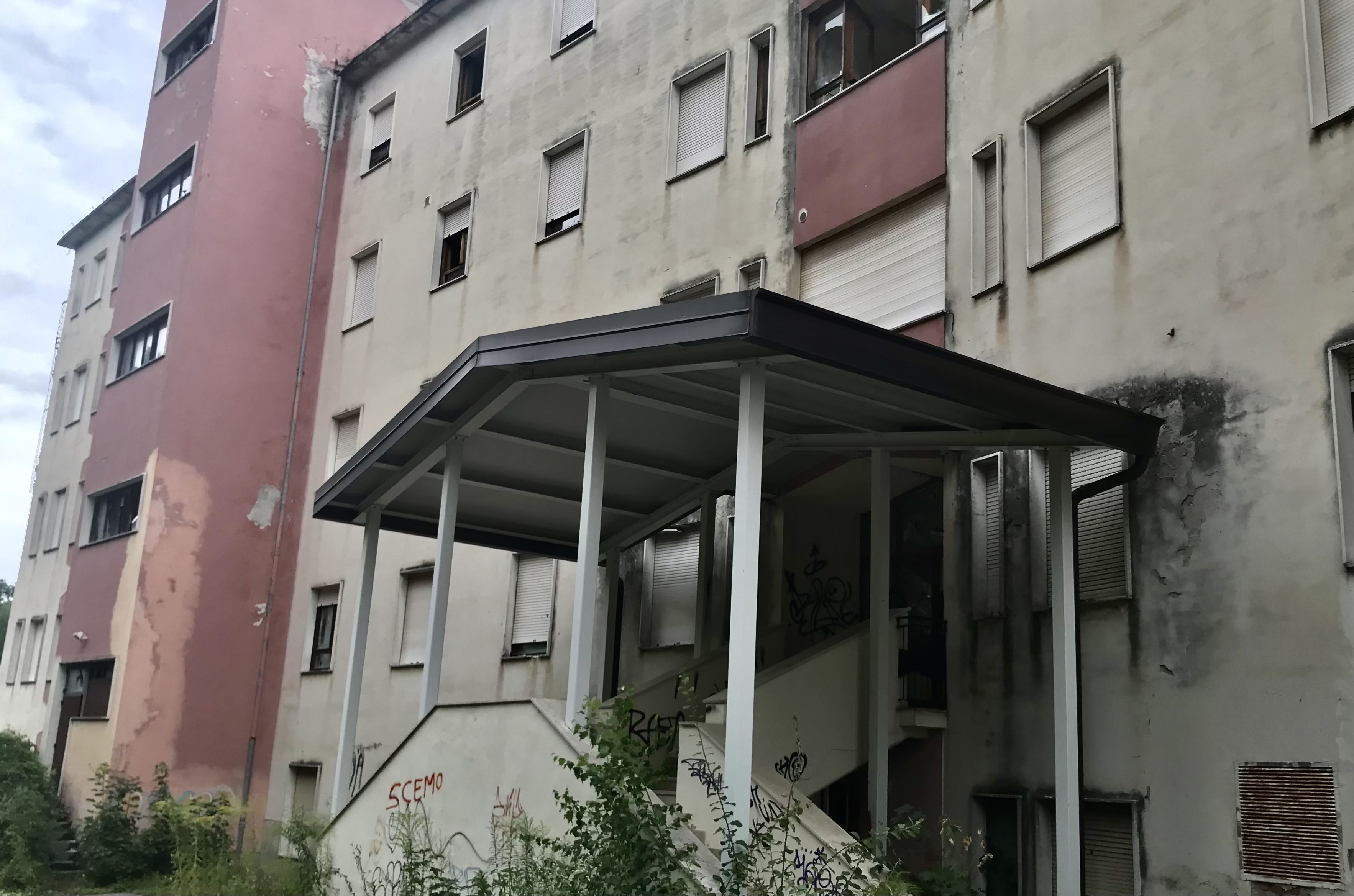
Der Haupteingang (2023)